# ジオニックフロント 機動戦士ガンダム0079
『ジオニックフロント 機動戦士ガンダム0079』（ジオニックフロント きどうせんしガンダム ダブルオーセブンティナイン、ZEONIC FRONT MOBILE SUIT GUNDAM 0079）は、アニメ作品群「ガンダムシリーズ」の一つで、宇宙世紀の一年戦争を舞台とするPlayStation 2用ゲームソフト。全13ミッションからなるリアルタイム戦術級シミュレーションゲーム。バンダイから2001年9月6日に発売され、2005年2月17日には「GUNDAM THE BEST」として廉価版が発売された。また、林譲治により角川スニーカー文庫で小説化されている。
プレイヤーはジオン公国軍の闇夜のフェンリル隊の指揮官となり、リアルタイムで変動する戦況に応じて隊員の乗ったモビルスーツ（MS）の進軍ルートやフォーメーションを指示する事で、任務を遂行していく。敵役として、バンダイ発行の雑誌「SDクラブ」のメカニックデザイン企画『M-MSV』（大河原邦男コレクション）で発表されたガンダム6号機をリデザインした「マドロック」が登場する。
2014年に発売されたPlayStation 3用ゲームソフト『機動戦士ガンダム サイドストーリーズ』の収録作品の1本は本作であるが、ハイスピードアクションゲームとしてリメイクされている。

## ストーリー
各地を転戦する「闇夜のフェンリル隊」の活躍を通して、第2次降下作戦による地上制圧からオデッサ戦線、ジャブロー攻略作戦、ジオン公国軍主力の地上からの撤退、アフリカ戦線における残存勢力の抗戦など、一年戦争におけるジオン公国軍地上部隊の模様を描いている。

### 主な任務
- キャリフォルニアベース攻略作戦参加。
- ゴビ砂漠にて物資集積基地防衛（初めて連邦軍MSと交戦）。
- 森林地帯でホワイトベース隊の情報収集（ガンダム、ガンキャノン、ガンタンクの偵察）。
- マ・クベ大佐の要請でオデッサに向かう。ダブデ級陸戦艇の護衛などに就く。
- 森林地帯にてオデッサより撤退する友軍の護衛。
- ジャブロー攻略作戦に参加。ジャブロー地下基地に突入、ブランリヴァル、マドロック（ガンダム6号機）を攻撃。
- 撤退するHLVの護衛
- アフリカ戦線にて孤立・包囲された友軍の救出。など

## 作戦の遂行
このゲームでは、いかに効率良く、正確に任務を遂行するかが求められる。作戦遂行自体は、スコアを気にせずプレイした場合比較的容易であるが、Sランクスコアを狙う場合は非常に難易度が高いミッションが多い。場合によってはレーダー妨害機器などを駆使して一度も敵に発見されることなくクリアする必要がある。

### ルート作成
各ミッションごとには予めデフォルトのルートが設定されており、わざわざ自分でルートを作成する必要はないが、時にはデフォルトでは全体の効率が悪い場合がある。そのときは、出撃前にオリジナルのルートを作成することができる。またルート中にポイントを置き、そのポイントにアドバンスを設定し、各チームに細かな作戦行動を指示できる。
各アドバンス
- >>>ATTACK：ルート上を高速移動し、敵を発見した場合には攻撃を優先する。この時ルートからかなり離れる場合がある。
- >>>AVOID：ルート上を高速移動し、敵を発見しても移動を優先し、積極的に攻撃は仕掛けない。
- >ATTACK：ルート上を低速移動し、敵を発見した場合には攻撃を優先する。
- >AVOID：ルート上を低速移動し、敵を発見しても移動を優先する。

### 戦闘中のフォーメーション
各チーム（赤、青、緑）ごとに最大2機の僚機をつけることが出来、戦闘中にフォーメーションを指示することで連携攻撃ができる。
フォーメーション
- 前進フォーメーション：僚機に前進を指示する。指揮官機を敵から守る事ができる。また、僚機が戦う間に指揮官機が後方から射撃で敵を仕留める事などに有効。
- 後退フォーメーション：僚機に後退を指示する。指揮官機が格闘戦をしている間に僚機が後方から射撃するなどのスタイルに有効。
- 散開フォーメーション：僚機に散開を指示する。敵をかく乱させたり、囲みこんで攻撃することが出来る。
- 停止フォーメーション：僚機に停止を指示する。

## 登場人物

### ジオン公国軍

#### 闇夜のフェンリル隊
本作の主役となるジオン公国軍特殊部隊（キシリア・ザビ少将指揮の突撃機動軍所属と思われる）。MSのみで構成されており、攻撃任務をはじめ、偵察任務、防衛任務と多様な任務をこなす。ゲラート・シュマイザー少佐が設立し、隊長を務める。通称「フェンリル隊」。
一年戦争末期、ジオン軍の地上部隊は続々と宇宙に脱出するのに対し、フェンリル隊はゲラートの意向により、地上戦線に残る友軍を救出するため地球に残ることを決断。アフリカ戦線で終戦を迎えた。
終戦後は、一部の所属隊員がジオン共和国軍に所属したが、地上に残留し残党軍で構成されたテロ組織「狼の鉄槌」に参加して反連邦活動を行っている者もいたとされる。
ゲラート・シュマイザー (Garret Schmitzer)
声：石塚運昇
フェンリル隊隊長。階級は少佐。宇宙世紀0044年生まれ、35歳。
彼は一年戦争以前のゲリラ戦時代からジオン公国軍に身を置いており、MSが制式採用されてからは、MSパイロットとして数多くの戦果を上げている。ところがブリティッシュ作戦時、地球連邦軍基地攻撃中にエイガー少尉の攻撃を受け、視神経を負傷しパイロットを引退する。
しかし、彼のMS運用の体験を元に設立したMSのみによる特殊部隊「闇夜のフェンリル隊」がキシリア・ザビ少将に認められ、一年戦争中は北アメリカ攻略作戦、オデッサ防衛戦、さらにはジャブロー攻略作戦に参加し、指揮官として数々の戦果を挙げる。
また、エイガー少尉には幾度か阻まれることもあるが、いずれも苦戦の末切り抜けている。小説版ではマドロックとの2回目の交戦の際、音響センサーを増設したザクIで自ら出撃し、遥かに性能で勝るガンダム6号機を撃破している。なお、バーナード・ワイズマン伍長と同様「ザクでガンダムを倒した」数少ないパイロットでもある。ランバ・ラルとは旧知の間柄という設定。
漫画『MSV-R 虹霓のシン・マツナガ』では、ルウム戦役後サイド3で消息を絶ったランバ・ラル大尉の行方を探すシン・マツナガ中尉（当時）が、入院中で右眼に眼帯をしているゲラートのもとを訪れる。彼はラルの行方を知らないが、二人の親交は「戦馬鹿（いくさばか）同士ウマが合う」とのことで、最近はMSに対する意見を戦わせることが多かったと話し、マツナガに陸戦用MSのペーパープラン（プロトタイプグフ）のデータを見せる。
主な搭乗機 ゲラート専用ザクI
ル・ローア (Le Roar)
声：山路和弘
フェンリル隊隊員。階級は少尉。宇宙世紀0054年生まれ、25歳。
ジオン公国軍士官学校を首席で卒業し、「闇夜のフェンリル隊」に配属。冷静沈着に任務を遂行し、部隊では頼りになる存在。しかし、周囲と距離をおく性格であり、当部隊に配属されたことを不満に思っている。マット・オースティン軍曹とは士官学校卒業後に初配備された部隊から行動を共にしている。
主な搭乗機 ザクII（F型）、ザクII（J型）、ザクII（F2型）、先行量産型グフ、グフ・カスタム
マット・オースティン (Mat Austin)
声：宇垣秀成
フェンリル隊隊員。階級は軍曹。宇宙世紀0038年生まれ、41歳。
ジオン国防軍時代から軍に身を置いている。ル・ローア少尉とは、ル・ローア少尉が士官学校卒業後に初めて配属された部隊で知り合い、「闇夜のフェンリル隊」に配属されてからも、共に戦ってきた。また、旧機であるザクIをこよなく愛し、後に配備されるザクIIやグフなどの新型機には決して乗らないというプライドを持っている。
主な搭乗機 ザクI（初期型）、ザクI（陸戦型）、ザクI（後期型）
ニッキ・ロベルト (Nicki Robert)
声：石田彰
フェンリル隊隊員。階級は少尉。宇宙世紀0058年生まれ、21歳。
士官学校卒業直後にゲラート・シュマイザー少佐の創設した特殊部隊「闇夜のフェンリル隊」に配属される。
小説版では新米ながら地雷原を跳躍突破する等、時に周囲を唖然とさせる程の突飛な戦術をとり、初陣でもビッグ・トレーを撃破する戦果をあげている。
漫画『GUNDAM LEGACY』では、終戦後はジオン共和国軍に所属し、階級も中尉に昇進。デラーズ紛争後、ケン・ビーダーシュタットとシャルロッテと共に地球へ降下し、旧ジオン軍残党の気化爆弾の使用を阻止するべく活動するも、袂を分かち残党の一員になっていたレンチェフとソフィの二人と再会する。
主な搭乗機 ザクII（F型）、ザクII（J型）、ザクII（F2型）
シャルロッテ・ヘープナー (Charlotte Hapener)
声：黒田由美
フェンリル隊隊員。階級は少尉。サイド3出身。宇宙世紀0060年生まれ、19歳。
士官学校卒業直後にゲラート・シュマイザー少佐の創設した特殊部隊「闇夜のフェンリル隊」に配属される。その時まだ彼女のMSは配備されておらず、初期はオペレーターとして任務に就いた。プライドが高く、そのためか強がりな面もある。また、ニッキ少尉に強いライバル心を抱いている。
漫画『GUNDAM LEGACY』では、終戦後はジオン共和国軍に所属し、階級も中尉に昇進。デラーズ紛争後、ケン・ビーダーシュタットとニッキと共に地球へ降下し、旧ジオン軍残党の気化爆弾の使用を阻止するべく活動するも、袂を分かち残党の一員になっていたレンチェフとソフィの二人と再会する。
主な搭乗機 ザクII（F型）、ザクII（J型）
リィ・スワガー (Leigh Svagr)
声：諸角憲一 / 大畑伸太郎（『SDガンダム GGENERATION GENESIS』）
フェンリル隊隊員で、マ・クベ大佐の要請でゴビ砂漠へ集積基地の支援に派遣される際に「闇夜のフェンリル隊」に配属される。階級は曹長。サイド1出身。宇宙世紀0052年生まれ、27歳。
軍に入隊するため、サイド1からサイド3に渡った。一週間戦争に参加し、その時曹長に昇進した。与えられた任務は忠実にこなし、優れた戦闘技術と索敵能力で数々の任務で活躍する。また、顔のせいか実年齢より10歳近く年上に見られることがある。
主な搭乗機 ザクI（初期型）、ザクI（陸戦型）、ザクI（後期型）、ドム
マニング (Maning)
声：幹本雄之
フェンリル隊隊員。階級は軍曹。宇宙世紀0044年生まれ、35歳。
マ・クベ揮下で、一時的にフェンリル隊と行動するはずだったが、本人の希望でフェンリル隊に正式編入される。レンチェフとは古くからの付き合い。
主な搭乗機 ザクI（J型）、ザクI（後期型）、グフ、グフカスタム
レンチェフ (Renceh)
声：稲葉実
フェンリル隊隊員。階級は少尉。宇宙世紀0050年生まれ、29歳。
部隊へはマニングと一緒に配属された。優秀なパイロットだが残忍な一面がある。グフを愛機とし、高い戦闘力で対MS戦では無類の強さを見せつける。
小説版ではスペースノイド至上主義者で、ジオン独立戦争を「スペースノイドとアースノイドの生存競争」と捉えており、生身の人間にザクマシンガンを発射したり、敵機のコックピットに特注させたMS用実体剣を突き刺したりと連邦軍に対して非道な戦い方を躊躇せず、より性格の残忍さが強調されている。
漫画『GUNDAM LEGACY』では、終戦後、連邦軍に降伏せずソフィとともにテロ組織「狼の鉄槌」としてゲリラ活動を行う。宇宙世紀0084年、連邦軍ハルツーム基地で秘匿していた気化爆弾を奪取し宇宙にいる同胞達への輸送に成功するも、連邦の掃討部隊によって撃墜され捕縛。事件後ジオン共和国へ移送された。
主な搭乗機 グフ。『GUNDAM LEGACY』では鹵獲したジム。ジオン製のヒート系装備は規格の違いから使用出来ず、ビームサーベルは運用コストが高いためか、鋼材を加工した大振りなマチェットを装備している。
ソフィ・フラン (Sophie Franc)
声：小宮和枝
フェンリル隊隊員。階級は少尉。24歳。
一見落ち着いた感じの女性だが、戦場では主に前衛攻撃任務に就き、ドムで重攻撃を仕掛ける。
小説版では空手の達人であり、ドムのマニピュレーターでジムのコックピットを貫通させるという荒業を披露した。
漫画『GUNDAM LEGACY』では、終戦後、連邦軍に降伏せずレンチェフとともにテロ組織「狼の鉄槌」としてゲリラ活動を行う。かつての同僚であるニッキらの降伏説得を拒否するが優しさは失っておらず、気化爆弾の輸送作戦前に拘束中の彼らを解放している。輸送に成功するも連邦の掃討部隊によってレンチェフと共に撃墜され捕縛。事件後ジオン共和国へ移送された。
主な搭乗機 ドム、ドム・フュンフ。
サンドラ (Sandra)
声：紗ゆり / 安藤麻吹（『SDガンダム GGENERATION GENESIS』）
フェンリル隊隊員。階級は少尉。宇宙世紀0051年生まれ、28歳
ジャブロー攻略作戦に参戦する直前に「闇夜のフェンリル隊」に配属される。任務は忠実にこなす一方、制服の襟元を大きく開け袖を捲ったり、時にはヘルメットすら装着せずに出撃するなど、かなりワイルドである。ちなみに、ゲーム中では部隊内で唯一試験型ビームライフルを運用できる。
主な搭乗機 ザクII（陸戦型）、ザクII（J型）、ドム・トローペン
ミガキ (Migaki)
声：辻親八
フェンリル隊整備班長。ゲーム版・小説版とでは容貌が大きく異なる。
小説版ではかつてジオン共和国のテクノクラートだったが、ザビ家に逆らったために部下を死に追いやってしまったことを伺わせる描写がある。
メカニック (Mechanic)
声：落合弘治
フェンリル隊のメカニック。
兵役を逃れようと個人情報を改ざんしたことがあるが結局失敗した。

#### エースパイロット
- シャア・アズナブル（声：池田秀一）
- ガルマ・ザビ（声：森功至）
- ランバ・ラル（声：広瀬正志）
- ガイア（声：徳丸完）
- オルテガ（声：二又一成）
- マッシュ（声：佐藤正治）

#### その他
- オペレーター（声：荒木香恵）
- ギレン・ザビ（声：銀河万丈）
- キシリア・ザビ（声：小山茉美）
- マ・クベ（声：田中正彦）
- ウラガン（声：佐藤正治）
- ダルシア・バハロ（声：辻親八）

### 地球連邦軍
エイガー (Eiger)
声：中井和哉
階級は少尉。
ブランリヴァル隊所属。中距離支援型MSに搭乗してフェンリル隊に立ちはだかるパイロット。戦いに熱くなりやすく、時になりふり構わず行動する。ジャブローでは、フェンリル隊を迎撃するため、未完成状態のマドロックに搭乗し戦いを強行するが撃破され、その後も完成したマドロックで再戦するが結局撃破される（小説版ではゲラート少佐専用の旧ザクの巧みな戦法に敗れる）。
小説版では、61式戦車でザクを倒す戦法を編み出すほどの、連邦軍砲術のエキスパートとなっている。また、マドロック開発の中心人物ともされているが、皮肉にも、マドロックを倒したゲラート少佐のザクIは彼の率いる戦車隊が倒した機体をミガキが回収、再生したものであった。ラストではアフリカに渡ったフェンリル隊を追うも、その拠点を突き止めた時点でア・バオア・クーが陥落し、終戦を迎えたため、降伏勧告の軍使としてジオン側に向かった。
漫画『GUNDAM LEGACY』では、アフリカで軍使として赴いた際の様子が細かく描写された。また、サラブレッド隊所属のフォルド・ロムフェローに対しゲーム感覚で戦うことの危うさを忠告するなど、ゲーム本編とは違い、理知的で冷静かつ仁義を守る人物として描写されている。デラーズ紛争終結後にはティターンズへ転属し、大尉へ昇進。宇宙世紀0084年、月面エアーズ市で発生したジオン残党蜂起事件では、ジム・キャノンIIに搭乗し、フォルドと共に鎮圧。そこで出会った民間人マット・ヒーリィらから隠匿された気化爆弾の情報を入手するも、影響からか後日配置換えの憂き目に遭う。それでもなお、「狼の鉄槌」によるジオン共和国へのテロ「シルバー・ランス作戦」の鎮圧に貢献するが、のちに2階級降格とティターンズ除名処分を受け、フォルドと共にMS教官となる。
主な搭乗機 ガンキャノン、マドロック
サカキ (Sakaki)
階級は軍曹。61式戦車兵時代からのエイガーの部下。小説版ではレンチェフのグフの放ったザクマシンガンの直撃を受けて戦死する。『SDガンダム GGENERATION GENESIS』でも、レンチェフでサカキが搭乗する機体を撃破した場合はイベントが発生する。

#### ホワイトベース隊
- ブライト・ノア（声：鈴置洋孝）
- アムロ・レイ（声：古谷徹）
- セイラ・マス（声：井上瑤）
- カイ・シデン（声：古川登志夫）
- ハヤト・コバヤシ（声：鈴木清信）

## 登場兵器
ジオン公国軍
- モビルスーツ
  - MS-05A ザクI（初期型）
  - MS-05B ザクI（陸戦型）
  - MS-05B ザクI（後期型）
  - MS-05S ザクI（ゲラート専用）
  - MS-06F ザクII F型
  - MS-06J ザクIIJ型
  - MS-06F-2 ザクII F2型
  - MS-06S シャア専用ザクII
  - MS-06FS ガルマ専用ザクII
  - YMS-07B グフ（ランバ・ラル専用）
  - MS-07A グフ（先行量産型）
  - MS-07B グフ
  - MS-07B-3 グフ・カスタム
  - MS-09 ドム
  - MS-09F ドム・フュンフ
  - MS-09F/Trop ドム・トローペン
- その他
  - マゼラアタック
  - ドップ
  - ガウ攻撃空母
  - ダブデ
  - 固定砲台
  - ファット・アンクル
  - HLV

地球連邦軍
- モビルスーツ
  - RX-78-2 ガンダム
  - RX-78-6 ガンダム6号機
  - RX-79(G) 陸戦型ガンダム
  - RX-77 ガンキャノン
  - RX-77D 量産型ガンキャノン
  - RX-75 ガンタンク
  - RX-75R 量産型ガンタンク
  - RGM-79 ジム
  - RGM-79(G) 陸戦型ジム
  - RGM-79G ジム・コマンド
  - RGM-79  装甲強化型ジム
- その他
  - 61式戦車
  - ミサイルカー
  - ホバートラック
  - 自走砲
  - ビッグ・トレー
  - ミニ・トレー
  - ブランリヴァル
  - ホワイトベース
  - 戦闘ヘリ
  - ガード・タワー
  - ミサイルタワー

## 他作品への登場
- ゲーム『機動戦士ガンダム 戦士達の軌跡』の「黒い三連星編」では、三連星が木馬を倒した後のIFストーリーが用意されており、オデッサで連邦軍のレビル将軍率いる陸戦部隊と交戦するフェンリル隊が登場する（ニッキ、シャルロッテ、マニング、レンチェフの4人が登場。ただしゲラートは登場しないため、レンチェフが指揮をとる）。その後はジャブロー攻略戦、さらにはルナツー掃討作戦まで三連星と共に行動することになる。また、ジャブロー攻略戦ではマドロック搭乗のエイガーも参戦する。フェンリル隊のメンバーが搭乗するMSは以下の通り。
  - 「レビルを叩け!!」（オデッサ作戦）：レンチェフ以外の3人はザクII J型、レンチェフはグフ
  - 「ジャブロー攻略作戦」：全員グフ
  - 「ルナツー掃討作戦」：全員リック・ドム
- 『機動戦士ガンダム戦記 Lost War Chronicles』『SDガンダム GGENERATION SPIRITS』など一部ゲーム作品では、エイガーとマドロックのみ登場する傾向があり、フェンリル隊が登場する機会は少ない。2016年発売の『SDガンダム GGENERATION GENESIS』では初の本格参戦となり、フェンリル隊を含めてキャラクターが多数登場。シナリオの再現も行われた。